# Littois

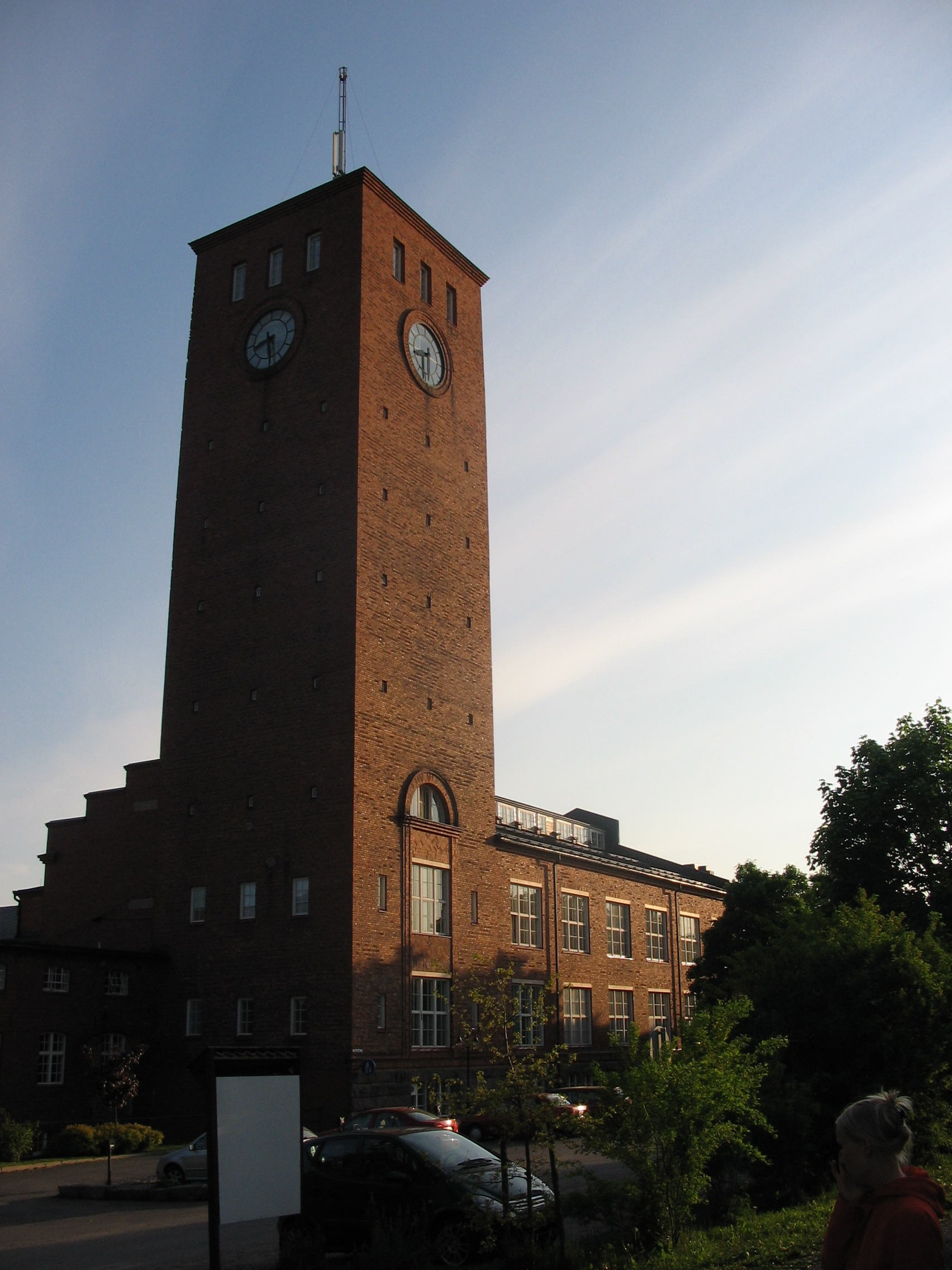
Littois klädesfabrik

Littois (finska: Littoinen) är ett område kring Littois träsk på gränsen mellan de finska kommunerna S:t Karins och Lundo. Vid sjön ligger en gammal skyddad fabriksfastighet med en byggnad i rödtegel, Littois klädesfabrik. Textilfabriksverksamheten i Littois började redan på 1700-talet, men är i dag nedlagd.